# ロレンツォ2世・デ・メディチ
ロレンツォ・ディ・ピエロ・デ・メディチ（Lorenzo di Piero de 'Medici, 1492年9月12日 - 1519年5月4日）は、イタリアのフィレンツェの僭主（1516年から1519年までその権力を保った）、ウルビーノ公。ニッコロ・マキャヴェッリの『君主論』はロレンツォに献上された。

## 生涯
ピエロ・ディ・ロレンツォ・デ・メディチとアルフォンシーナ・オルシーニの子として、フィレンツェで生まれた。父方の祖父母は、ロレンツォ・デ・メディチとクラリーチェ・オルシーニである。
1516年、叔父である教皇レオ10世によりウルビーノ公に叙任された。それまでウルビーノ公であったフランチェスコ・マリーア1世から公位を短期間だが奪取し、ロレンツォは1万人の兵を要する司令官となった。ウルビーノ戦争と呼ばれたこの戦いで、いったん負傷してトスカーナへ退却するが、同年9月のうちにウルビーノ公領を再獲得した。
1518年6月、オーヴェルニュ伯女マドレーヌと結婚。翌年4月に長女カテリーナが生まれるが、その21日後にロレンツォは梅毒で急死した。これによりウルビーノ公にはフランチェスコ・マリーア1世が返り咲いた。のちにカテリーナは遠縁にあたるローマ教皇クレメンス7世の政略により、フランス王アンリ2世妃となった（フランス語名はカトリーヌ・ド・メディシス）。